# Steccherinum albofibrillosum
Steccherinum albofibrillosum är en svampart som först beskrevs av Hjortstam & Ryvarden, och fick sitt nu gällande namn av Hallenb. & Hjortstam 1988. Steccherinum albofibrillosum ingår i släktet Steccherinum och familjen Meruliaceae.   Inga underarter finns listade i Catalogue of Life.